# Blonde and Blonder
Blonde and Blonder är en kanadensisk komedifilm från 2008 med Pamela Anderson, Denise Richards och Emmanuelle Vaugier. Filmen regisserades av Dean Hamilton, och hade premiär i USA den 18 januari 2008.
Två dumma blondiner, Dee (Pamela Anderson) och Dawn (Denise Richards) träffas på deras första lektion i flygskolan. Blondinerna blir så småningom vänner, och de märker att de har varit grannar i nästan ett år. Samtidigt beslutar den italienska maffian i Vancouver att döda en tidigare maffiaman och nuvarande informatör. Maffians gudfader skickar två kvinnliga mördare, Cat (Emmanuelle Vaugier) och Kit (Meghan Ory) för att utföra mordet, vilket lyckas. Dee och Dawn befinner sig på fel plats och blir anklagade för mordet.

## Rollista
- Pamela Anderson - Dee Twiddle
- Denise Richards - Dawn St. Dom
- Emmanuelle Vaugier - Cat
- Meghan Ory - Kit
- Kevin Farley - Leo
- John Farley - Swan
- Byron Mann - Mr. Wong